# 新安镇 (墨江县)
新安镇，是中华人民共和国云南省普洱市墨江哈尼族自治县下辖的一个乡镇级行政单位。
2012年12月28日，云南省人民政府批复同意撤销新安乡，设立新安镇。

## 行政区划
新安镇下辖以下地区：
新安村、南汉村、白利村、新生村、竜凯村、邓控村、挖岩村、丙令村、会昌村、莫约村、布竜村和乌勐村。